# Smodicum angusticolle
Smodicum angusticolle är en skalbaggsart som beskrevs av Aurivillius 1919. Smodicum angusticolle ingår i släktet Smodicum och familjen långhorningar. Inga underarter finns listade i Catalogue of Life.